# Oosterhoutse Radio- en Televisie Stichting
De Oosterhoutse Radio- en Televisie Stichting (ORTS) begon in 1985 met de verzorging van radio-uitzendingen in Oosterhout en de kerkdorpen. 
Een jaar later werd gestart met een kabelkrant. Een redactie werd gevormd en de ORTS bracht vanaf die tijd de nieuwtjes van Oosterhout en de regio niet alleen meer via de radio bij de mensen thuis maar ook via de Kabelkrant. Lokale televisie was de volgende stap.
Op dit moment zendt de ORTS als lokale omroep 24 uur per dag uit via radio, tv, website en diverse socials. Enkele bekende TV programma's zijn: De Kletspet, Oosterhout Vandaag op TV, Met Passie Gemaakt en Kijkje Bij De Buren.
In het jaar 2025 is er een serieuze start gemaakt met de vorming van een streekomroep. De samenwerking met BredaNu wordt steeds intenser, het TV programma Met Passie Gemaakt is een gezamenlijk programma.
De bekendste radioprogramma's van de ORTS zijn: Oosterhout Vandaag & Oosterhout Vandaag LIVE op Zaterdag.     